# Lední hokej na Zimních olympijských hrách 1984 – kvalifikace
Kvalifikace na olympijský turnaj 1984 byla soutěž hokejových reprezentačních celků, která určila dvanáctého účastníka olympijského turnaje.

## Kvalifikační systém
Přímo na olympijské hry se kvalifikovalo osm týmů z mistrovství světa 1983 skupiny „A“, dva nejlepší ze skupiny „B“ a pořádající Jugoslávie. O poslední místo se měli utkat třetí tým ze skupiny „B“ a nejlepší z skupiny „C“ mistrovství světa 1983. NDR však odřekla účast. Nahradilo ji Rakousko, které mělo hrát původně kvalifikaci o účast s vítězem skupiny C, místo Rakouska kvalifikaci hrálo Norsko.

## Výsledky
Norsko –  Nizozemsko 		4:4 (1:0, 2:1, 1:3)
9. dubna 1983 – Garmisch-Partenkirchen
 Nizozemsko –  Norsko 		2:10 (0:3, 2:4, 0:3)
10. dubna 1983 – Garmisch-Partenkirchen
- Norsko postoupilo na olympijské hry.